# Navas de San Antonio
Navas de San Antonio é um município da Espanha na província de Segóvia, comunidade autónoma de Castela e Leão, de área 68,95 km² com população de 361 habitantes (2007) e densidade populacional de 4,74 hab/km².

## Demografia
| Variação demográfica do município entre 1991 e 2004 | Variação demográfica do município entre 1991 e 2004 | Variação demográfica do município entre 1991 e 2004 | Variação demográfica do município entre 1991 e 2004 |
| --------------------------------------------------- | --------------------------------------------------- | --------------------------------------------------- | --------------------------------------------------- |
| 1991                                                | 1996                                                | 2001                                                | 2004                                                |
| 335                                                 | 297                                                 | 295                                                 | 327                                                 |